# Руфий Ахилий Сивидий
Руфий Ахилий Сивидий (на латински: Rufius Achilius Sividius) е римски политик от 5 век.
Започва като квестор sacri palatii, praefectus urbi на Рим през 488 г., става patricius. През 488 г. той е консул заедно с Клавдий Юлий Екцлезий Динамий.